# Limbi berbere
Limbile berbere (în berberă: ⵜⴰⵎⴰⵣⵉⵖⵜ Tamazight) formează un grup de limbi hamitice, din familia limbilor hamito-semitice (afro-asiatice), derivate din berbera veche. Aceasta s-a separat în două ramuri: limbile berbere de nord și limbile berbere de sud. Limbile berbere sunt prezente pe un teritoriu deosebit de întins, începând din Maroc până în Egipt, trecând prin Algeria, Tunisia, Libia, Niger și Mali, precum și în diaspora (Europa Occidentală, Statele Unite ale Americii, Canada, și Australia). O variantă a berberei, guanche, a fost vorbită altădată în Insulele Canare. Limbile berbere numără vreo treizeci de variante. Berbera posedă propriul său sistem de scriere, cel pe care tuaregii l-au păstrat: tifinagh.
Limbile berbere au asimilat multe împrumuturi: din ebraică, din feniciană, din latină, din turcă, din arabă, din franceză și chiar din spaniolă.
Nu există cifre oficiale privitoare la numărul berberofonilor, dar se estimează numărul locutorilor acestor limbi la circa 20 de milioane.

## Repartiție geografică

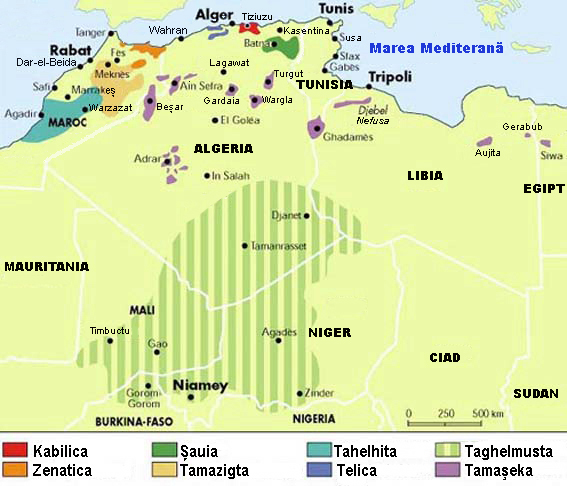
Localizarea limbilor berbere în Africa de Nord

- Berbera Taghelmustă (limba oamenilor albaștri), zisă și Tuaregă, este vorbită în Sahara occidentală.
- Berbera Tamazigtă este vorbită în masivul Atlas din Maroc, la sud de orașul Meknes.
- Berbera Zenatică zisă și Rifană, este vorbită în masivul Rif din Maroc, în nord-estul țării.
- Berbera Șenuană zisă și Telică, este vorbită în masivul Tell din Algeria, în nordul țării.
- Berbera Cabilică este vorbită în jurul masivelor Mitigea și Ores din Algeria, în nordul țării.
- Berbera Șauiană este vorbită în jurul orașului Batna din Algeria.
- Berbera Tahelhită, zisă și Șlănuană (în limba franceză Chleuh) este vorbită în jurul masivului Tubkal din Maroc, în sud-vestul țării.
- Berbera Tamașekă, zisă și Sahariană, este vorbită în Sahara de nord, în Algeria, Libia și Egipt.

Limbile berbere, dispersate pe o arie geografică foarte vastă, sunt supuse unor mari presiuni de către araba maghrebiană și de către limba franceză. Orașe și regiuni altădată (la începutul secolului al XX-lea) majoritar berberofone, nu mai sunt deloc astăzi : Batna, Umm Al-Buaghi..., araba magrebină înlocuind berbera. Pe planul internațional, ponderea epocii coloniale franceze este încă foarte mare : astfel, transcrierea în grafia latină a denumirillor berbere (și arabe, de altfel) din fostele colonii franceze, îmbracă încă de cele mai multe ori forma franceză, inclusiv în alte limbi, ca și cum ar fi toponime franceze (cu U redat OU de exemplu).

## Galerie de imagini

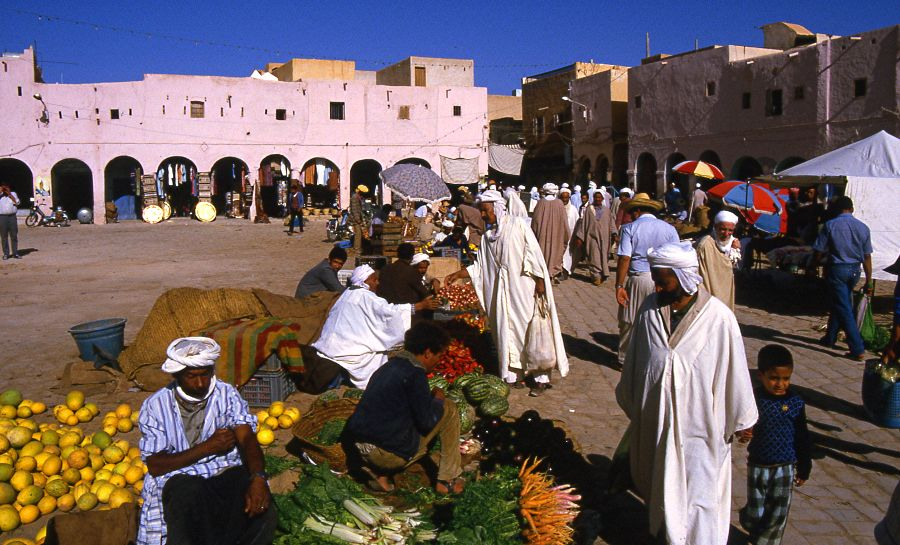
Piață în Ghardaia[7],[8],[9], oraș berber mozabit, capitala regiunii Mzab, în Algeria
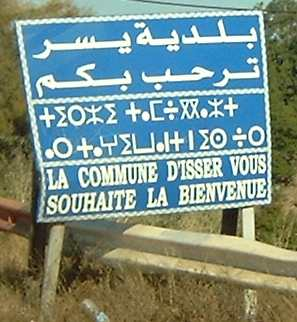
Panou cu un mesaj de bun venit, redactat în trei limbi: limba arabă, berberă și limba franceză, în comuna Isser (Boumerdès, Algeria)
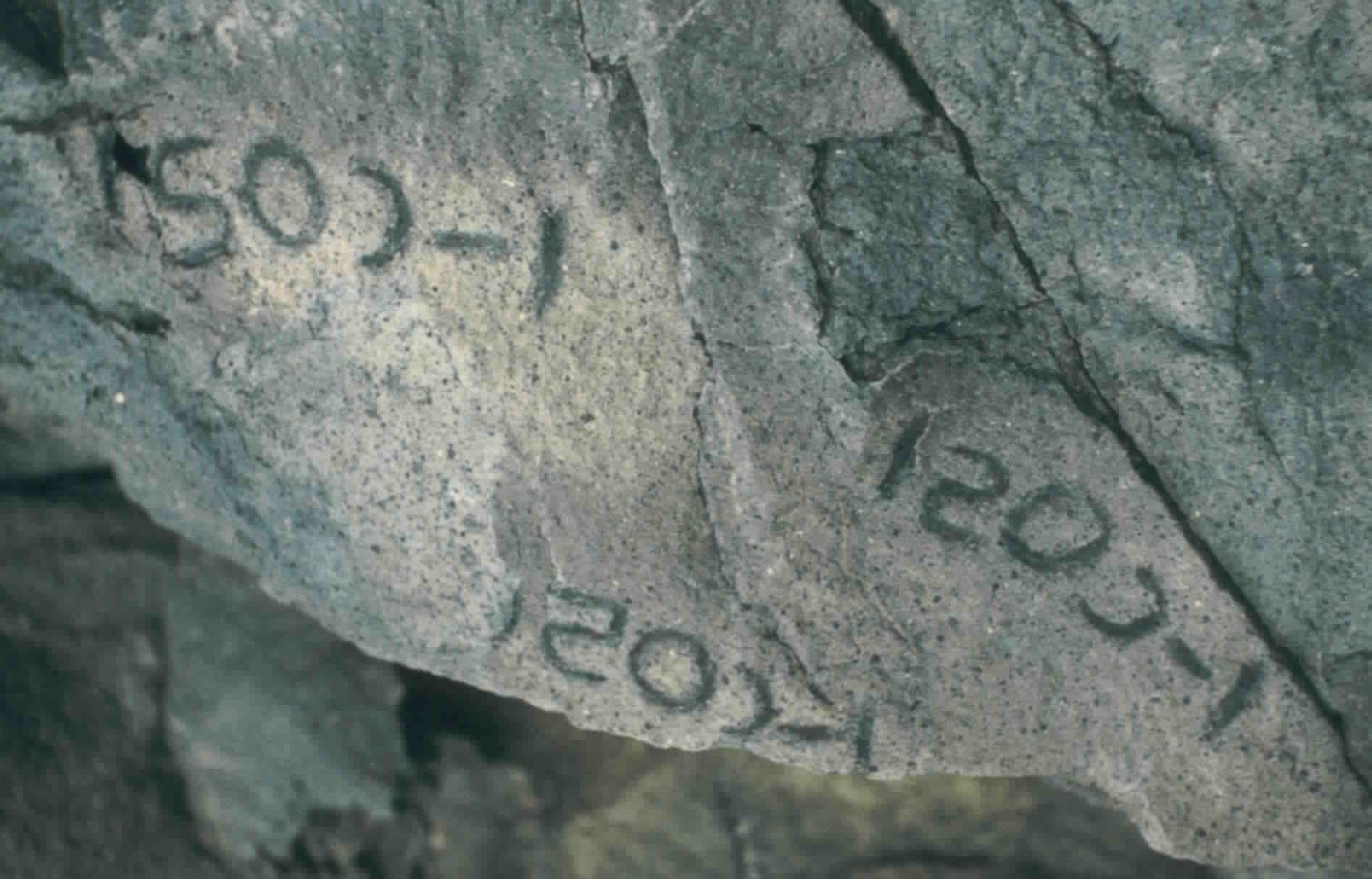
inscripții libico-berbere în insulele Canare
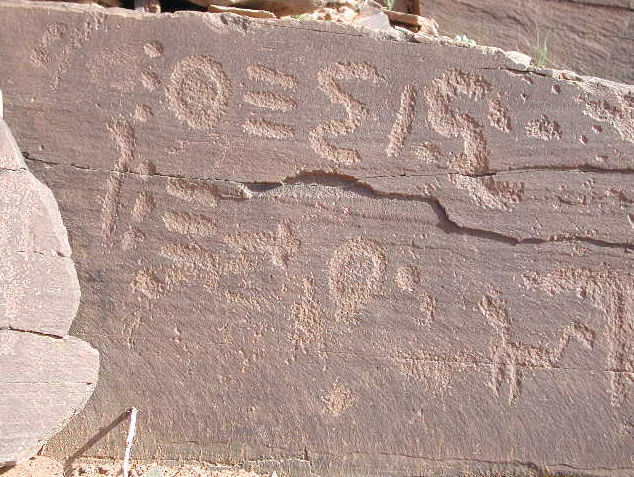
inscripții libico-berbere în sudul Marocului
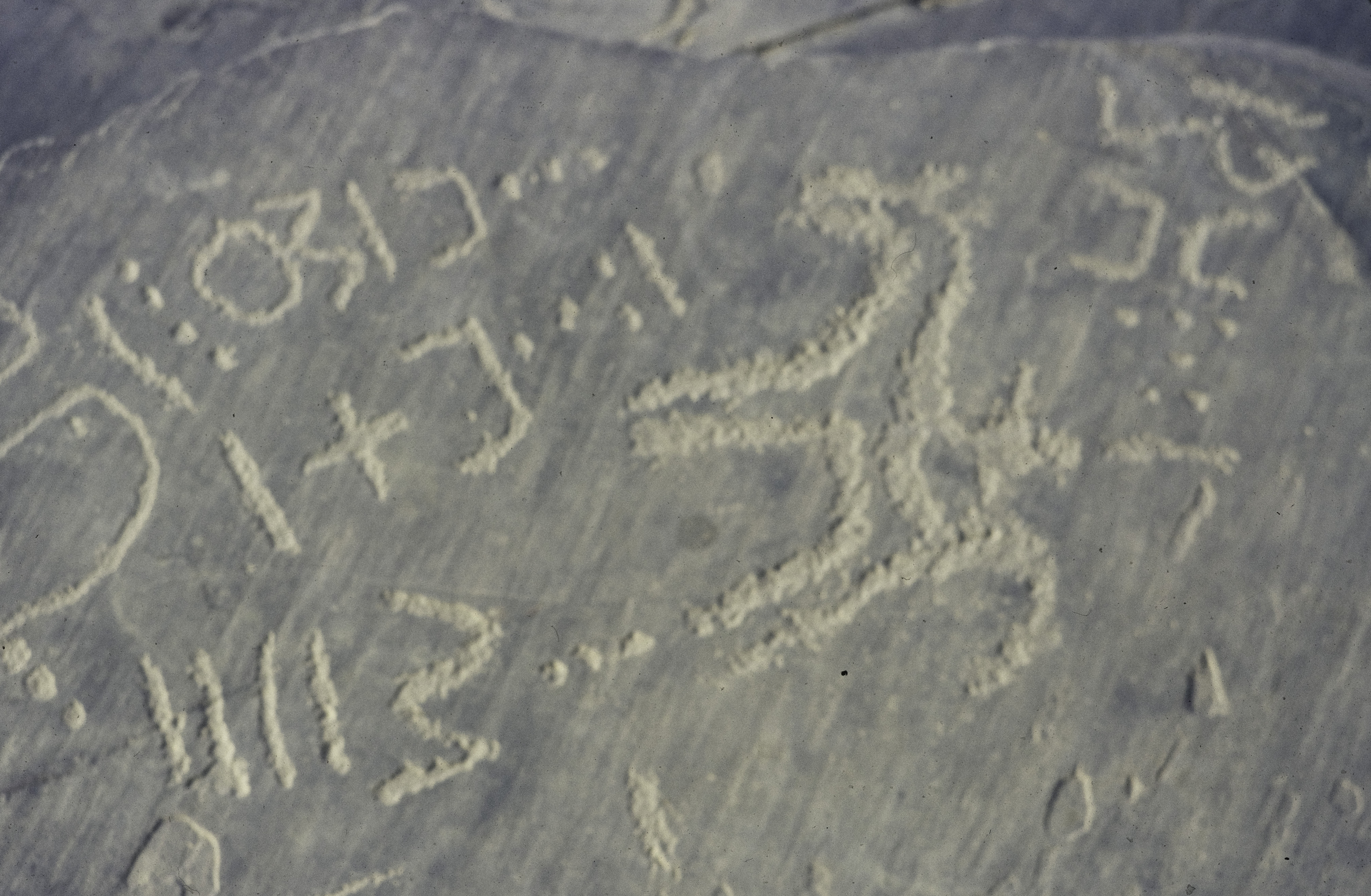
inscripții tuareg tifinagh în sudul Algeriei